# Dégénérescence rétinienne
 Mise en garde médicale
Les  dégénérescences rétiniennes sont des maladies dégénératives de la rétine, dominées par des rétinites pigmentaires (dystrophie associant une perte de photorécepteurs à des dépôts pigmentaires visibles au fond de l’œil). 
Ces maladies sont caractérisées par une amputation croissante du champ visuel, avec héméralopie (absence de vision crépusculaire). 

La plus connue et fréquente est la dégénérescence maculaire liée à l'âge (DMLA) induite par une dégénérescence progressive de la macula, mais il en existe d'autres formes (toutes héréditaires et semble-t-il liées à l'hérédité mitochondriale), qui peuvent aussi toucher l'enfant ;
Elles semblent le plus souvent héréditaires et impliquer de très nombreux gènes.

## Facteurs de risque
Il en existe plusieurs :
- L'âge, avec un risque de dégénérescence maculaire liée à l'âge qui augmente à partir de 50 ans ;
- L'origine ethnique (uniquement pour la DMLA qui affecte surtout les populations à peau claire, deux fois plus rare chez les patients à peau noire, avec probabilité intermédiaire chez les Asiatiques et Hispaniques américains[1]. L'incidence au Japon est toutefois semblable à celle des pays européens[2] ;
- Le tabagisme[3] ;
- Les facteurs génétiques, que l'on peut évaluer au vu des antécédents familiaux (20 % des cas de dégénérescence maculaire liée à l'âge seraient familiaux, avec plusieurs mutations de gènes corrélées à ce risque[4]. Une mutation sur le gène codant la protéine C3 du complément[5] ou à la rapidité de progression du symptôme[6] ;
- L'hypertension artérielle et un état de surpoids ;
- L'exposition aux UV solaires possiblement ;
- L'aspirine[7].

## Typologies
La maladie peut toucher l'un des yeux ou les deux, avec baisse de qualité la vision, déformation des images 
- Dégénérescence maculaire liée à l'âge : c'est la forme la plus commune, avec deux formes ; atrophique et  exsudative, qui peuvent coexister dans un même œil ;
- rétinite  pigmentaire (ou rétinopathie pigmentaire ou RP)[8] ; Elle concerne 1 personne sur 3000 à 4000, semble toucher indistinctement toutes les populations, apparait en fin de d'adolescence ou vers 20 ans, pouvant induire une cécité totale vers 30 ans. Des formes moins sévères dégradent la vision qui est maintenue jusque vers 50 - 60 ans. Pas de traitement connu, mais une thérapie génique est rescherchée, sous l'égide de  l’association Retina International et surtout de la Fondation « Fighting Blindness » (combattre la cécité) fondée dans cet objectif[9] ;
- Syndrome d'Usher ; C'est une rétinopathie pigmentaire héréditaire associée à une perte de l’ouïe, qui apparait durant l'adolescence. la cécité commence par le champ périphérique et est totale vers  40 -50 ans. Une thérapie génique est également espérée[9] ;
- maladie de Best ; C'est une dégénérescence héréditaires  de la macula qui apparait dans l'enfance, plus souvent à l’adolescence, souvent repéré par des difficultés de lecture. Une forme  tardive de cette maladie touche les 70 ans et plus, qui peut être confondue avec une Dégénérescence Maculaire Liée à l’Âge (DMLA)[10] ;
- maladie de Stargardt ; C'est une rétinopathie pigmentaire héréditaire associée à une perte de l’ouïe, qui apparait durant l'adolescence. la cécité commence par le champ périphérique et est totale vers  40 -50 ans. Une thérapie génique est également espérée[9].

## Diagnostic
Le médecin dispose de divers moyens :
- interrogatoire clinique (syndrome maculaire) ;
- test ETDRS (ou « des anneaux de Landolt »), montrant  une baisse d'acuité visuelle ;
- test de sensibilité des contrastes doit également montrer une diminution de la sensibilité ;
- test des métamorphopsies (pour la  DMLA), où des lignes droites apparaissent ondulées pour le patient ;
- test du champ visuel (réduit en cas de scotome) ;
- observation du fond d'œil par ophtalmoscopie, montrant une déformation de la macula dite « drusen » (petites taches), foyers d'hypopigmentation ou d'hyperpigmentation
- angiographie à la fluorescéine, montrant des néovaisseaux (NV) et/ou des séquelles (DSR, hémorragie) occultes ou visibles ;  Les néovaisseaux  sont rendus "visibles" à l'angiographie à la fluorescéine ; les néovaisseaux  "occultes" le sont par l'angiographie ICG ;
- tomographie en cohérence optique (OCT : en anglais : optical coherence tomography) qui  mesurer l'épaisseur de la rétine et aide à quantifier l'exsudation liée aux néovaisseaux.

## Traitements
- Le traitement préventif autrefois proposé par supplémentation en anti-oxydants (vitamines, zinc…) serait sans efficacité démontrée.
- Le traitement curatif : Il n'existe pas encore pour la DMLA de forme atrophique ni pour toutes les dégénérations de la rétine d'origine génétique. pour la DMLA, mais certains traitements et formes d'hygiène de vie pourraient freiner l'évolution de la maladie. Les lésions extrafovéolaires de la DMLA néovasculaire font l'objet d'une photocoagulation par laser argon ou krypton, qui les stabilise dans un cas sur deux. La photothérapie dynamique stabilise la perte visuelle chez la moitié des patients[11] ; de même pour la thermothérapie transpupillaire pour les cas de DMLA exsudative[12] et le traitement par anticorps monoclonaux recombinants, ciblés contre le facteur de croissance endothéliale (mais coûteux et délicat en raison d'injections intra-vitréenne dans l'œil)[13],[14],[15],[16].

## Recherche
La recherche se poursuit, dans plusieurs directions dont :
- le modèle animal ; en travaillant sur animaux de laboratoire (ex : rat de laboratoire transgénique exprimant une version mutée du gène de la rhodopsine induisant un stress du réticulum endoplasmique du bâtonnet qui finit par dégénérer) pour mieux comprendre la maladie, avec l'espoir de pouvoir développer des thérapies géniques ou d'autres solutions[17]. On a ainsi montré l'importance de la protéine chaperonne BiP (impliquée dans de  l'apoptose de cellules stressées, normalement induite en cas de stress du réticulum et sous-exprimées dans les photorécepteurs des rats transgéniques développant une dégénéresence maculaire ;
- implant électronique rétinien, ou liens entre cortex cérébral et microcaméra ;
- implants de cellules souches qui pourraient régénérer un tissu rétinien.